# Sedum maireanum
El sedo peloso (Sedum maireanum) es una especie de la familia de las crasuláceas.

## Descripción
De tallos erectos, de 3-15 cm, con pelillos pegajosos. Las hojas crasas de jugo, son alternas, erectas, de 5-8 mm de largo y 1-2 de ancho, romas, de sección casi redonda. Las flores aparecen entre la primavera y el verano. El cáliz tiene sépalos , lanceolados y la corola de 5 pétalos ovados agudos, abiertos de color rosa. Los estambres, visibles sobre estos últimos, están también abiertos en estrella.

## Distribución y hábitat
En España en Castilla y León. Crece en terrenos húmedos, permanentemente inundados o casi, En las sierras crece en los trampales hasta grandes alturas.

## Taxonomía
Sedum maireanum fue descrita por el Hermano Sennen y publicado en Cat. Fl. Rif or., 43 en 1933
Etimología
Ver: Sedum
maireanum: epíteto
Sinonimia
- Oreosedum villosum subsp. aristatum (Emb. & Maire) Velayos
- Sedum villosum var. aristatum Emb. & Maire
- Sedum villosum subsp. aristatum (Emb. & Maire) Laínz[3]